# Уманська округа
Уманська округа — адміністративно-територіальна одиниця в УСРР утворена навесні 1923 року у складі Київської губернії. Окружний центр — місто Умань. Проіснувала до 1930 року.
На півночі округа межувала з Білоцерківською округою, на сході з Черкаською, на півдні з Первомайською, на південному заході з Тульчинською, на заході з Вінницькою та з Бердичівською на північному заході.

## Історія
Утворена 7 березня 1923 року в складі Київської губернії з центром в Умані з повітів: Уманського і частин Липовецького, Таращанського, Звенигородського в складі 15 районів:
- Бабанський — з Бабанської і Дубівської волостей.
- Букинський — з Букинської і Хажнянської волостей.
- Жашківський — з Жашківської волості.
- Катеринопільський — з Катеринопільської і Петриківської волостей.
- Ладиженський — з Ладиженської і Посухівської волостей.
- Маньківський — з Маньківської, Іванківської і частини Лещинівської (с. с. Красноставка і Добрів) волостей.
- Манастирищенський — з Манастирищенської, Сарнівської, Канельсько-Попівської і Севастянівської волостей.
- Орадівський / Верхняцький — з Христинівської, Кузьминської і частини Лещинівської (без сел Красноставки і Добрів) волостей.
- Оратівський — Оратівської, Підвисочанської і Жаданівської волостей.
- Підвисоцький — з Підвисоцької і Торговицької волостей.
- Тальнівський — з Тальнівської і Шавлихінської волостей.
- Таллянський — з Таллянскої і Машурівської волостей.
- Уманський — з Уманської і Краснопільскої волостей.
- Цибулівський — з Цибулівської, Лукашівської, Бузівської і сел Стаднище і Клюки.
- Вільховецький — з Рижанівської і Вільховецької волостей.

27 березня 1925:
- Таллянський район розформований, сільради приєднані:
  - Таллянська, Касенівська, Вишнопольська і Легезинівська до складу Бабанського району;
  - Білашківська, Гордощівська, Зеленківська, Лащівська і Мошурівська до складу Тальнівського району;
  - Поташська, Рогинська і Романівська до складу Маньківського району.
- села Пархомівка, Талалаївка і Хрінівка Оратівського району перейшли до складу Дашівського району Гайсинської округи.
- село Горошково з хутором Карпова-Долина, лісова сторожка і залізнична будка Жашківського району перейшли до складу П'ятигірського району Білоцерківської округи.
- Осичнівська і Рожичнівська сільради Плисківського району Бердичівської округи перейшли до складу Оратівського району.
- село Нагірно-Глинне Виноградського району Шевченківської округи перейшло до складу Букинського району.
- Сологубівська сільрада Іллінецького району Бердичівської округи перейшла до складу Оратівського району.
- Даньківська, Дубровицька й Паріївська сільради Оратівського району перейшли до складу Іллінецького району Бердичівської округи.
- село Королівка Виноградського району Шевченківської округи перейшло до складу Жашківського району.
- Неморізька, Озерянська і Стебнівська сільради Вільховецького району перейшли до складу Звенигородського району Шевченківської округи.
- с. Текліївка Підвисоцького району перейшло до складу Бабанського району.
- Невелівська, Островецька і Рогівська сільради Бабанського району перейшли до складу Підвисоцького району.
- Беринцька і Чорнокаменська сільради Тальнівського району перейшли до складу Букинського району.
- Березівська і Попівська сільради Маньківського району перейшли до складу Букинського району.
- Бузівська, Житнинська, Вільшанська і Сабадазька сільради Цибулівського району перейшли до складу Жашківського району.
- Молодецька, Подібнівська і Помойниківська сільради Уманського району перейшли до складу Маньківського району.
- Зубріська, Канільска і Юстингородська сільради Манастирищенського району перейшли до складу Цибулівського району.
- село Мала-Севастіянівка Манастирищенського району перейшло до складу Орадівського району.
- село Ступки Оратівського району перейшло до складу Тальнівського району.
- Чеснопольська сільрада Підвисоцького району перейшла до складу Тальнівського району.
- Синицька і Томашівська сільради Орадівського району перейшли до складу Уманського району.
- центр Вільховецького району перенесений з с. Вільхівця до м. Рижанівки, Вільховецький район перейменований на Рижанівський.
- центр Орадівського району перенесений з с. Орадова до м. Верхнячки, Орадівський район перейменований на Верхняцький.

3 червня 1925 приєднані Виноградський, Лисянський та Звенигородський райони розформованої Шевченківської округи, а також Гранівський, Теплицький і Тернівський райони розформованої Гайсинської округи. Жаданівська, Конталінська, Кошланська та Яструбинська сільради Оратівського району Уманської округи перейшли у склад Дашівського району розформованої Гайсинської округи, включеного у склад Вінницької округи.
17 червня 1925 до складу Оратівського району перейшли: Бугаївська, Ст.-Животівська, Нов.-Животівська і Якимівська сільради Плисківського району, а також В.-Ростовська, Медівська, Мервинська, Чагівська і Володимирська сільради приєднуваного до Вінницької округи Іллінецького району Бердичівської округи.
1 липня 1930 приєднані Бершадський, Гайсинський, Джулинський, Ладижинський, Ольгопільський, Соболівський і Тульчинський з містом Тульчиним райони розформованої Тульчинської округи, а також Грушківський, Голованівський, Добровеличківський, Ново-Архангельський та Хащеватський райони розформованої Першомайської округи.
15 вересня 1930 ліквідована округа і райони:
- Гранівський з віднесенням до складу Гайсинського району.
- Соболівський з віднесенням до складу Теплицького району.
- Тернівський з віднесенням до складу Джулинського району.
- Ольгопільський з віднесенням до складу Бершадського району.

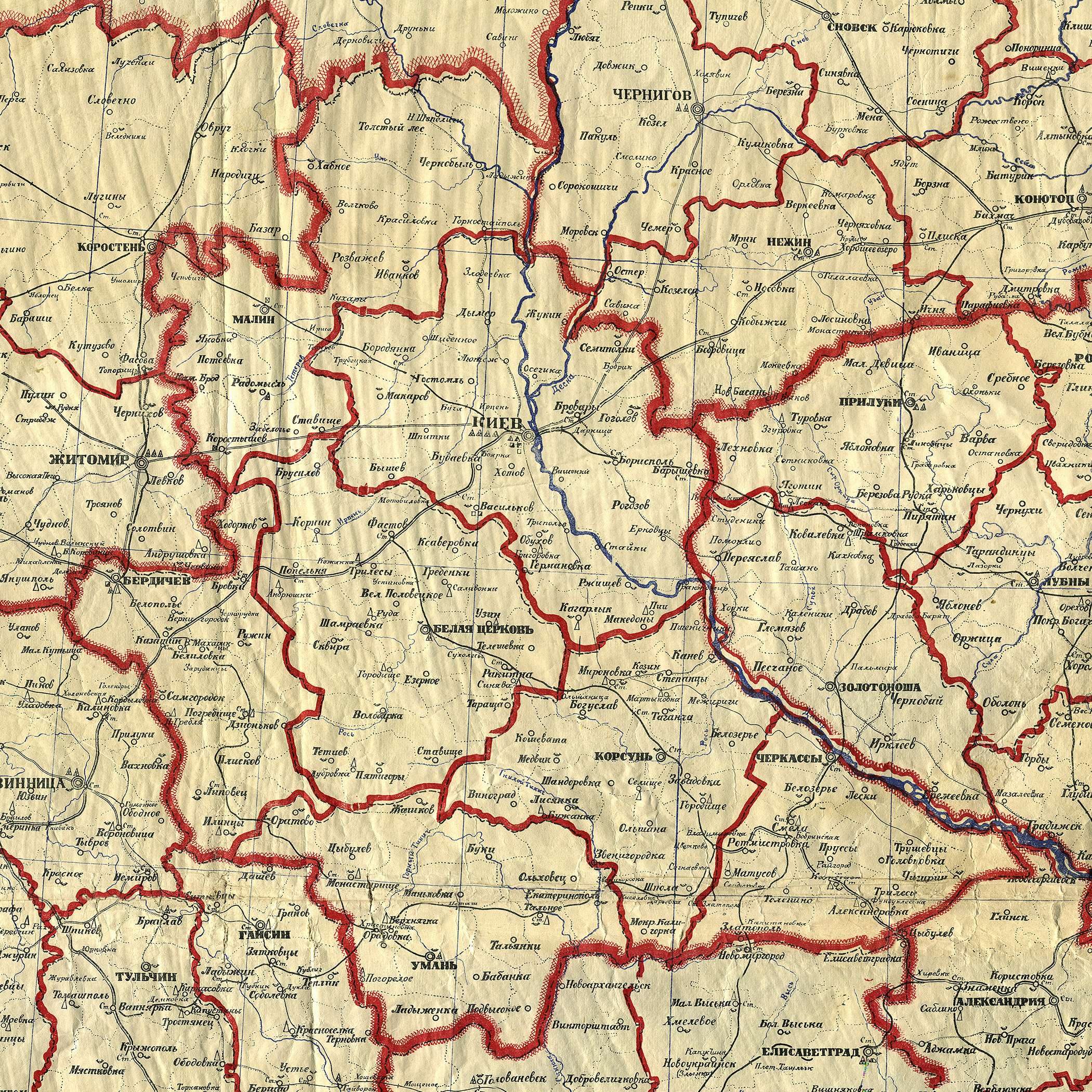
Карта Уманської округи у складі Київської губернії, 1923
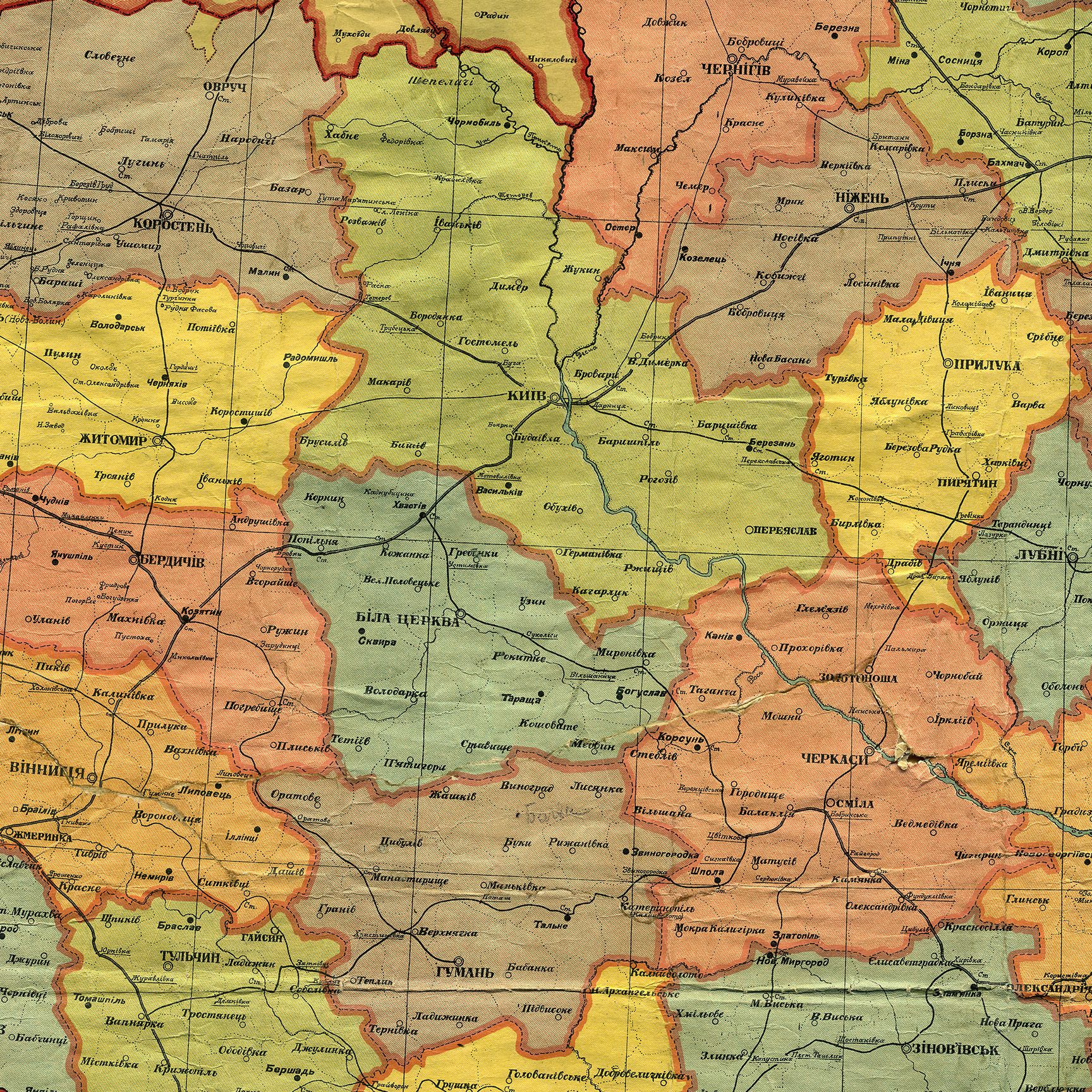
Карта Уманської округи, адміністративні межі станом на 1 жовтня 1925
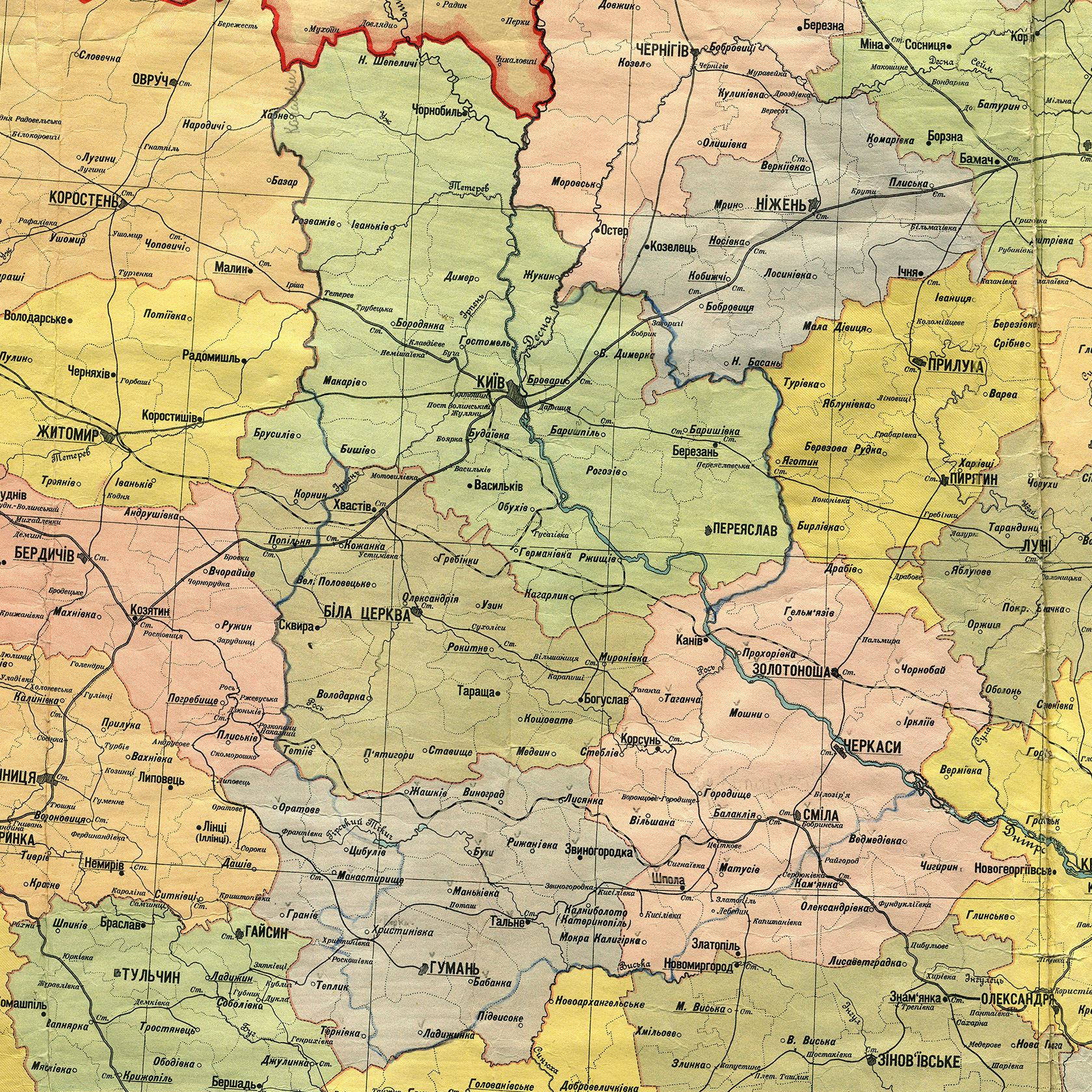
Карта Уманської округи, адміністративні межі станом на 1 березня 1927

## Керівники округи

### Відповідальні секретарі окружного комітетуКП(б)У
- - Чернов К. М. (6.04.1923—.08.1923),
  - Салтиков М. І. (.08.1923—.07.1924),
  - Лакиза Іван Никифорович (.07.1924—1925),
  - Плачинда Іван Семенович (1925—1927),
  - Клочко Петро Сергійович (1927—1928),
  - Коваль Ксенофонт Федорович (.12.1928—.12.1929),
  - Коваленко Олексій Сергійович (.12.1929—.08.1930).

### Голови окружного виконавчого комітету
- - Налімов Михайло Миколайович (6.04.1923—1925),
  - Сліпанський Андрій Миколайович (1925),
  - Гадось Антон Андрійович (1925—1926),
  - Яцевський Іван Петрович (1926—1929),
  - Козіс Микола Леонтійович (.10.1929—.08.1930).

## Населення
Згідно з Всесоюзним переписом населення 1926 року в окрузі проживало 892 665 чоловік (47,75% чоловіків і 52,25% жінок). З них 76 794 були міськими, а 815 871 сільськими жителями.

### Національний склад
За національним складом 92% населення були українці, 6,4% євреї, росіяни і поляки по 0,6%, інші національності загалом 0,4%.
Населення та національний склад районів округи за переписом 1926 року
|                         | населення | українці | євреї | росіяни | поляки | інші |
| ----------------------- | --------- | -------- | ----- | ------- | ------ | ---- |
| м. Умань                | 44 812    | 43,3     | 49,5  | 4,6     | 1,7    | 0,9  |
| Бабанський район        | 45 242    | 99,1     | 0,3   | 0,3     | 0,1    | 0,2  |
| Буцький район           | 48 375    | 96,9     | 2,3   | 0,4     | 0,2    | 0,2  |
| Верхняцький район       | 49 787    | 96,7     | 0,8   | 1,2     | 0,7    | 0,6  |
| Виноградський район     | 26 117    | 95,0     | 4,4   | 0,2     | 0,1    | 0,3  |
| Гранівський район       | 35 919    | 94,6     | 0,9   | 0,2     | 4,2    | 0,1  |
| Катеринопільський район | 45 278    | 95,5     | 3,9   | 0,2     | 0,1    | 0,4  |
| Жашківський район       | 34 730    | 96,4     | 2,6   | 0,4     | 0,3    | 0,3  |
| Звенигородський район   | 53 101    | 86,1     | 12,5  | 0,7     | 0,5    | 0,3  |
| Ладиженський район      | 37 693    | 98,4     | 0,6   | 0,5     | 0,3    | 0,2  |
| Лисянський район        | 40 121    | 96,2     | 2,8   | 0,4     | 0,3    | 0,3  |
| Маньківський район      | 55 846    | 97,9     | 1,5   | 0,4     | 0,2    | 0,1  |
| Монастирищенський район | 45 423    | 90,2     | 8,3   | 0,3     | 0,9    | 0,3  |
| Оратівський район       | 40 526    | 96,2     | 2,3   | 0,3     | 1,1    | 0,2  |
| Підвисоцький район      | 46 587    | 93,8     | 5,1   | 0,4     | 0,4    | 0,3  |
| Рижанівський район      | 36 240    | 96,8     | 2,2   | 0,4     | 0,4    | 0,2  |
| Тальнівський район      | 48 736    | 90,2     | 8,7   | 0,6     | 0,3    | 0,3  |
| Теплицький район        | 40 829    | 91,6     | 7,6   | 0,3     | 0,2    | 0,3  |
| Тернівський район       | 29 785    | 88,2     | 10,8  | 0,2     | 0,6    | 0,2  |
| Уманський район         | 44 385    | 99,6     | 0,1   | 0,1     | 0,0    | 0,1  |
| Цибулівський район      | 43 540    | 92,5     | 4,8   | 0,4     | 1,8    | 0,3  |
| Уманська округа         | 893 072   | 92,0     | 6,4   | 0,6     | 0,7    | 0,3  |

### Мовний склад
Рідна мова населення Уманської округи за переписом 1926 року
|                         | населення | українська | єврейська | російська | польська | інша |
| ----------------------- | --------- | ---------- | --------- | --------- | -------- | ---- |
| м. Умань                | 44 812    | 41,5       | 45,5      | 10,7      | 1,6      | 0,7  |
| Бабанський район        | 45 242    | 99,3       | 0,2       | 0,3       | 0,1      | 0,1  |
| Буцький район           | 48 375    | 97,0       | 2,2       | 0,5       | 0,2      | 0,1  |
| Верхняцький район       | 49 787    | 96,9       | 0,6       | 1,6       | 0,6      | 0,4  |
| Виноградський район     | 26 117    | 94,9       | 4,4       | 0,3       | 0,1      | 0,4  |
| Гранівський район       | 35 919    | 97,6       | 0,8       | 0,3       | 1,1      | 0,1  |
| Катеринопільський район | 45 278    | 95,4       | 3,8       | 0,3       | 0,1      | 0,4  |
| Жашківський район       | 34 730    | 96,4       | 2,4       | 0,7       | 0,3      | 0,3  |
| Звенигородський район   | 53 101    | 86,0       | 11,4      | 1,9       | 0,4      | 0,4  |
| Ладиженський район      | 37 693    | 98,3       | 0,6       | 0,6       | 0,2      | 0,3  |
| Лисянський район        | 40 121    | 96,2       | 2,7       | 0,5       | 0,3      | 0,3  |
| Маньківський район      | 55 846    | 97,8       | 1,4       | 0,5       | 0,1      | 0,1  |
| Монастирищенський район | 45 423    | 90,2       | 8,2       | 0,4       | 0,8      | 0,4  |
| Оратівський район       | 40 526    | 96,3       | 2,3       | 0,3       | 0,8      | 0,3  |
| Підвисоцький район      | 46 587    | 93,8       | 5,1       | 0,5       | 0,3      | 0,3  |
| Рижанівський район      | 36 240    | 96,8       | 2,2       | 0,5       | 0,3      | 0,2  |
| Тальнівський район      | 48 736    | 90,4       | 8,2       | 0,9       | 0,2      | 0,3  |
| Теплицький район        | 40 829    | 91,7       | 7,5       | 0,4       | 0,2      | 0,3  |
| Тернівський район       | 29 785    | 88,2       | 10,7      | 0,3       | 0,5      | 0,2  |
| Уманський район         | 44 385    | 99,5       | 0,1       | 0,2       | 0,0      | 0,1  |
| Цибулівський район      | 43 540    | 93,0       | 4,8       | 0,5       | 1,4      | 0,3  |
| Уманська округа         | 893 072   | 92,1       | 6,1       | 1,1       | 0,4      | 0,3  |